# Lydia Bailey
Pour plus de détails, voir Fiche technique et Distribution.
Lydia Bailey est un film américain réalisé par Jean Negulesco et sorti en 1952.

## Synopsis
Albion Hamlin, jeune avocat chargé par le gouvernement américain de recueillir la signature de Lydia Bailey, fille d'un milliardaire qui vient de décéder et, par son testament, de léguer toute sa fortune à son pays, débarque à Haïti en pleine confusion. Les représentants des États-Unis sont en train de faire leurs bagages, car la flotte napoléonienne commence à se masser le long des côtes. De plus, à l'intérieur, la révolte des Noirs commence à se préciser sous la houlette de Toussaint Louverture. Le parti du vieux chef est lui-même en proie à des divergences d'opinion, les modérés s'étant rangés sous sa bannière, les radicaux, avec à leur tête un certain Mirabeau, prêts à chasser ou à massacrer tous les Blancs. Aidé par Dick King, un compagnon de Louverture, Albion Hamlin peut rencontrer Lydia Bailey. Mais celle-ci, qui déteste son pays d'origine, refuse de contresigner le testament de son père. Elle va d'ailleurs épouser Gabriel d'Autremont, un Français qui s'apprête à rejoindre les troupes impériales.

## Fiche technique
- Titre : Lydia Bailey
- Réalisation : Jean Negulesco, assisté de Robert D. Webb (non crédité)
- Scénario : Michael Blankfort, Philip Dunne, d'après un roman de Kenneth Roberts
- Chef opérateur : Harry Jackson (Technicolor)
- Production : Jules Schermer pour Twentieth Century Fox
- Musique : Hugo Friedhofer
- Décors : Paul S. Fox, Thomas Little
- Costumes : Travilla
- Montage : Dorothy Spencer
- Durée : 89 minutes
- Date de sortie : 
  - États-Unis : 30 mai 1952

## Distribution
- Dale Robertson : Albion Hamlin
- Anne Francis : Lydia Bailet
- Charles Korvin : Colonel Gabriel d'Autremont
- William Marshall : King Dick
- Luis van Rooten : Général Charles Victoire Emmanuel Leclerc
- Adeline De Walt Reynolds : Mme Antoinette d'Autremont
- Angoz Perez : Paul d'Autremont
- Roy Glenn : Mirabeau
- Bill Walker : Général LaPlume
- Rosalind Hayes : Aspodelle
- Ken Renard : Toussaint Louverture
- Gladys Holland : Pauline Bonaparte
- Will Wright : le consul
- Frances E. Williams : Cloryphene
- Juanita Moore : Marie
- Louis Mercier : Millet
- Suzette Harbin : Floreal
- Marjorie Elliott : Rosida
- Clancy Cooper : Codman
- Marcelle Corday : une Française